# Liste der Bodendenkmale in Woltersdorf
In der Liste der Bodendenkmale in Woltersdorf sind alle Bodendenkmale der niedersächsischen Gemeinde Woltersdorf (Wendland) aufgelistet. Die Quelle ist der Denkmalatlas Niedersachsen. Der Stand der Liste ist der 6. Juli 2024.

## Allgemein
In den Spalten finden sich folgende Informationen des Bodendenkmales :
- Lage        : geographische Koordinaten
- Bezeichnung : Bezeichnung lt. Denkmalatlas
- Beschreibung: Beschreibung lt. Denkmalatlas
- ID          : Objekt-ID
- Bild        : Bild, ggf. zusätzlich mit Link zu weiteren Fotos im Medienarchiv Wikimedia Commons.

## Lichtenberg
| Lage                         | Bezeichnung          | Beschreibung | ID       | Bild |
| ---------------------------- | -------------------- | --- | -------- | ---- |
| 52° 56′ 32″ N, 11° 15′ 31″ O | Lichtenberg 33, Wall | Laut Pudelko 1964 ein Doppelwall mit Graben. Erhalten ist heute nur noch ein Wall mit östl. vorgelagertem Graben, L. ca. 45 m. Wall- und Graben-Br. jeweils ca. 2,5 m. H. bis 0,4 m, T. bis 0,3 m. Östl. angrenzend nur noch kleiner, verschliffener Wallrest erkennbar. | 28911402 | BW   |

## Woltersdorf
| Lage                        | Bezeichnung                           | Beschreibung | ID       | Bild |
| --------------------------- | ------------------------------------- | --- | -------- | ---- |
| 52° 57′ 4″ N, 11° 12′ 43″ O | Woltersdorf 15, Motte (Turmhügelburg) | Ovale Anhöhe von ca. 35 × 45 m Fläche, umgeben von breitem Graben, z.T. noch wasserführend. H. der Innenfläche zum umliegenden Gelände ca. 1,2 m. Über die Geschichte der Burg ist wenig bekannt. Als erster urkundlich überlieferter Besitzer ist Werner Billerbeck überliefert. 1353 wird Otto von Doren (Dähre) genannt, welchem die Familie von Bodendorf als Besitzer folgte. Nach Aussterben des Geschlechts derer von Bodendorf im Jahre 1733 ging das Gut als Lehen an die Familie derer von Fabrice. Am 4. Mai 1760 verstarb Oberhauptmann August Christian von Fabrice ohne Erben und das Lehen ging an die Geheimräte Philipp und Adam von Eltz. Im Jahr 1768 ging das Lehen an Johann Clamor August von dem Bussche. 1909 wurde der Kaufmann Goldschmidt als Gutsbesitzer geführt. 1910 übernahm Hermann Wolter das Anwesen, das noch heute im Besitz dieser Familie ist. | 28918369 | BW   |